# Campeonato Mundial de Bádminton de 2009
El XVII Campeonato Mundial de Bádminton se celebró en Hyderabad (India) entre el 10 y el 16 de agosto de 2009 bajo la organización de la Federación Mundial de Bádminton (BWF) y la Asociación India de Bádminton.
El evento se realizó en el Estadio Cubierto Gachibowli de la ciudad india.

## Medallistas
| Evento               | Oro                                           | Plata                                    | Bronce                                                                                           |
| -------------------- | --------------------------------------------- | ---------------------------------------- | ------------------------------------------------------------------------------------------------ |
| Individual masculino | Lin Dan China                                 | Chen Jin China                           | Sony Dwi Kuncoro Indonesia Taufik Hidayat Indonesia                                              |
| Dobles masculino     | Cai Yun Fu Haifeng China                      | Jung Jae-Sung Lee Yong-Dae Corea del Sur | Mohd Zakry Abdul Latif Mohd Fairuzizuan Mohd Tazari Malasia Koo Kien Keat Tan Boon Heong Malasia |
| Individual femenino  | Lu Lan China                                  | Xie Xingfang China                       | Hongyan Pi Francia Wang Lin China                                                                |
| Dobles femenino      | Zhang Yawen Zhao Tingting China               | Cheng Shu Zhao Yunlei China              | Du Jing Yu Yang China Ma Jin Wang Xiaoli China                                                   |
| Dobles mixto         | Thomas Laybourn Kamilla Rytter Juhl Dinamarca | Nova Widianto Liliyana Natsir Indonesia  | Lee Yong-Dae Lee Hyo-Jung Corea del Sur Joachim Fischer Nielsen Christinna Pedersen Dinamarca    |

## Medallero
| Núm. | País          | Oro | Plata | Bronce | Total |
| ---- | ------------- | --- | ----- | ------ | ----- |
| 1    | China         | 4   | 3     | 3      | 10    |
| 2    | Dinamarca     | 1   | 0     | 1      | 2     |
| 3    | Indonesia     | 0   | 1     | 2      | 3     |
| 4    | Corea del Sur | 0   | 1     | 1      | 2     |
| 5    | Malasia       | 0   | 0     | 2      | 2     |
| 6    | Francia       | 0   | 0     | 1      | 1     |
|      | TOTAL         | 5   | 5     | 5      | 15    |